# Розенгартен (Кохер)
Розенгартен (њем. Rosengarten) општина је у њемачкој савезној држави Баден-Виртемберг. Једно је од 30 општинских средишта округа Швебиш Хал. Према процјени из 2010. у општини је живјело 5.192 становника. Посједује регионалну шифру (AGS) 8127100.

## Географски и демографски подаци
Розенгартен се налази у савезној држави Баден-Виртемберг у округу Швебиш Хал. Општина се налази на надморској висини од 370 метара. Површина општине износи 31,0 km². У самом мјесту је, према процјени из 2010. године, живјело 5.192 становника. Просјечна густина становништва износи 167 становника/km².